# Thomas Martyn
Pour les articles homonymes, voir Martyn.
Thomas Martyn est un naturaliste britannique, né le 23 septembre 1735 et mort le 3 juin 1825.
Il succède à son père, John Martyn (1699-1768), à la chaire de botanique de l'université de Cambridge. Il devient membre de la Royal Society en 1786.

## Liste partielle des publications

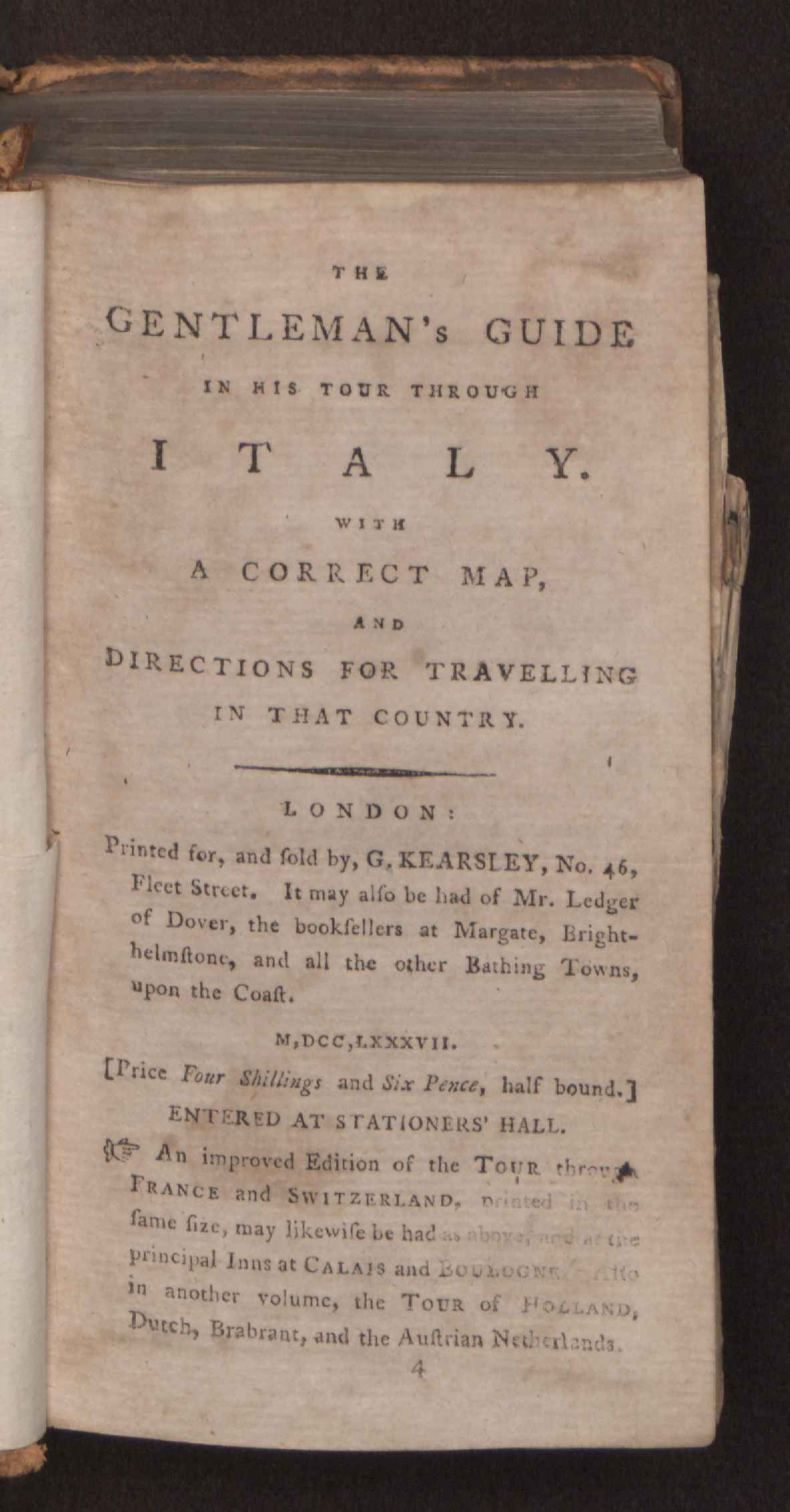
Gentleman's Guide in His Tour Through Italy, 1787.

- Plantæ Cantabrigienses, or a catalogue of the plants which grow wild in the County of Cambridge, disposed according to the system of Linnæus. Herbationes Cantabrigienses, or directions to the places where they may be found, comprehended in 13 botanical excursions. To which are added, lists of the more rare plants growing in many parts of England and Wales (Londres, 1763).
- Martyn signe le texte, Frederick Polydore Nodder (v. 1770-v. 1800), les planches de Thirty-eight plates with explanations; intended to illustrate Linnæus’s system of Vegetables and adapted to the Letters by J. J. Rousseau, on the Elements of botany (Longman, Hurst, Rees, Orme, & Browne, etc., Londres, 1794, réédité en 1817).
- Flora rustica: exhibiting accurate figures of such plants as are either useful or injurious in husbandry (avec 141 planches dessinées et gravées par Frederick Polydore Nodder, J. Harding, Londres, 1792-1794, réédité en 1810).
- The language of botany : being a dictionary of the terms made use of in that science, principally by Linneus: with familiar explanations, and an attempt to establish significant English terms. The whole interspersed with critical remarks, première édition, Londres, 1793. Deuxième édition enrichie, Londres, 1796 ; troisième édition enrichie, John White, Londres, 1807.
- Psyche. Figures of Nondescript Lepidopterous Insects... from different parts of the world — Figures des Insectes Lépidoptères, etc. (Londres, 1797).
- English Entomologist, exhibiting all the coleopterous insects found in England (Londres, 1792).
- A short account of the ... private establishment instituted for the purpose of instructing youth in the art of illustrating and painting subjects in natural history. Exposé succinct, etc. (Londres, 1789).